# Grupo de Ejércitos África
El número de fuerzas armadas alemanas confiadas a la campaña en África del Norte durante la Segunda Guerra Mundial fue creciendo a partir de la misión inicial, encargada a un pequeño cuerpo de alemanes, y se fue desarrollando una estructura de mando más elaborada, formándose  el Afrika Korps, el X y XX cuerpo de armada Italiano bajo esta nueva estructura de mando alemana. Se fueron creando así sucesivos mandos alemanes para dirigir las unidades militares del Eje en África:
- Grupo Panzer África (Panzergruppe Afrika, Gruppo Corazzato Africa). Agosto de 1941 – enero de 1942
- Ejército Panzer África (Panzerarmee Afrika, Armata Corazzata Africa ). Enero de 1942 – octubre de 1942
- Ejército Panzer Germano-Italiano (Deutsch-Italienische Panzerarmee, Armata Corazzata Italo-Tedesca). Octubre de 1942 – febrero de 1943
- Grupo de Ejércitos África (Heeresgruppe Afrika, Gruppo d'Armate Africa). Febrero de 1943 – mayo de 1943

## Grupo Panzer África
Después de la campaña inicial en la que Erwin Rommel estaba bajo el mando de los italianos, el Alto Mando alemán (OKW) creó una estructura de mando superior en África, al crear las nuevas jefaturas llamadas Grupo Panzer África (Panzergruppe Afrika). El 15 de agosto de 1941 Erwin Rommel recibió el mando del Grupo Panzer África, y  el mando del Afrika Korps fue entregado al general Ludwig Crüwell. El Grupo Panzer incluía al Afrika Korps más algunas unidades alemanas adicionales que fueron enviadas a África, así como dos cuerpos de ejercitos italianos.

## Ejército Panzer África
El Grupo Panzer África fue redesignado como Ejército Panzer África (Panzerarmee Afrika) el 30 de enero de 1942.

## Ejército Panzer Germano-Italiano
En octubre de 1942, durante la larga retirada posterior a la derrota en la Segunda Batalla de El Alamein, durante la Campaña del Desierto Occidental, se redesignó al Ejército Panzer África como Ejército Panzer Germano-Italiano (Deutsch-Italienische Panzerarmee)

## Grupo de Ejércitos África
En febrero de 1943 las jefaturas fueron aumentadas al Grupo de Ejércitos África (Heeresgruppe Afrika) para manejar la defensa de Túnez durante los combates finales de la campaña africana del norte; sus unidades de combate, incluyendo el Afrika Korps, fueron entregados al 1.º Ejército (Italia). El comando del grupo del ejército fue entregado al general Hans Jürgen von Arnim en marzo. El Grupo de Ejércitos África incluye al 5.º Ejército Panzer y al 1.º Ejército (Italia). Hans Jürgen von Arnim rindió el Grupo de Ejércitos África el 13 de mayo de 1943, terminando la presencia del Eje en África.

## Orden de batalla
El Afrika Korps y el Grupo de Ejércitos África incluyeron a lo largo del tiempo otras unidades alemanas e italianas, y formaron a su vez parte de diferentes mandos.
A continuación se describen sus diferentes órdenes de batalla durante las distintas campañas del Afrika Korps.

## Orden de batalla del Grupo Panzer África

### Grupo Panzer África (Erwin Rommel)
- El día septiembre de 1941: (Erwin Rommel durante su primera ofensiva en el Desierto Occidental)
  - Afrika Korps (Alemania)
  - XXI Cuerpo (Italia)
  - 15.ª División Panzer (Wehrmacht)

## Orden de batalla del Ejército Panzer África
- Ejército Panzer África (Erwin Rommel)

- El día de enero de 1942: (Erwin Rommel durante su segunda ofensiva en el Desierto Occidental)
  - Afrika Korps (Alemania)
  - X Cuerpo (Italia)
  - XXI Cuerpo de Ejército (Italia)
  - Ejército de Maniobra (Italia)
  - 90.ª División Ligera África (Alemania)
  - 55.ª División de Infantería Sabona

- El día de abril de 1942: (antes y durante las batallas de Gazala y del cerco de Tobruk)
  - Afrika Korps (Alemania)
  - X Cuerpo (Italia)
  - XX Cuerpo de Ejército motorizado (Italia)
  - XXI Cuerpo de Ejército (Italia)
  - 90.ª División Ligera África (Alemania)

- El día de agosto de 1942: (durante la Batalla de El Alamein)
  - Afrika Korps (Alemania)
  - X Cuerpo (Italia)
  - XX Cuerpo de Ejército motorizado (Italia)
  - XXI Cuerpo de Ejército (Italia)
  - 133.ª División blindada Littorio

## Orden de batalla del Ejército Panzer Germano-Italiano
- Ejército Panzer Germano-Italiano (Erwin Rommel)

- El día de noviembre de 1942: (durante la retirada del Desierto Occidental)
  - Afrika Korps (Alemania)
  - X Cuerpo (Italia)
  - XX Cuerpo de Ejército motorizado (Italia)
  - XXI Cuerpo de Ejército (Italia)
  - 90.ª División Ligera África (Alemania)
  - 136.ª División Blindada Giovani Fascisti
  - 17.ª División de infantería Pavía

- El día de febrero de 1943: (defensa meridional de Túnez)
  - Afrika Korps (Alemania)
  - XX Cuerpo de Ejército motorizado (Italia)
  - XXI Cuerpo de Ejército (Italia)
  - 164.ª División ligera África (Alemania)
  - Brigada Paracaidista Ramcke (mandada por el general de paracaidistas Hermann-Bernhard Ramcke)

## Orden de batalla del Grupo de Ejércitos África
A partir de febrero de 1943:
- 5.º Ejército Panzer alemán (5. Panzerarmee) (al Norte de Túnez)
  - División Hermann Göring
  - División von Manteuffel
  - 10.ª División Panzer
  - 334.ª División de Infantería
  - 999.ª División Ligera Afrika
  - 1.ª División de Infantería Superga

- 1.º Ejército (Italia) (Túnez meridional)
  - 16.ª División Motorizada Pistoia
  - 101.ª División Motorizada Trieste
  - 131.ª División Blindada Centauro
  - 136.ª División Blindada Giovani Fascisti
  - 15.ª División Panzer
  - 21.ª División Panzer
  - 90.ª División Ligera África
  - 164.ª División Ligera